# Bennigsenium discoscriptum
Bennigsenium discoscriptum is een keversoort uit de familie van de loopkevers (Carabidae). De wetenschappelijke naam van de soort is voor het eerst geldig gepubliceerd in 1914 door W. Horn.